# Wilma van Velsen

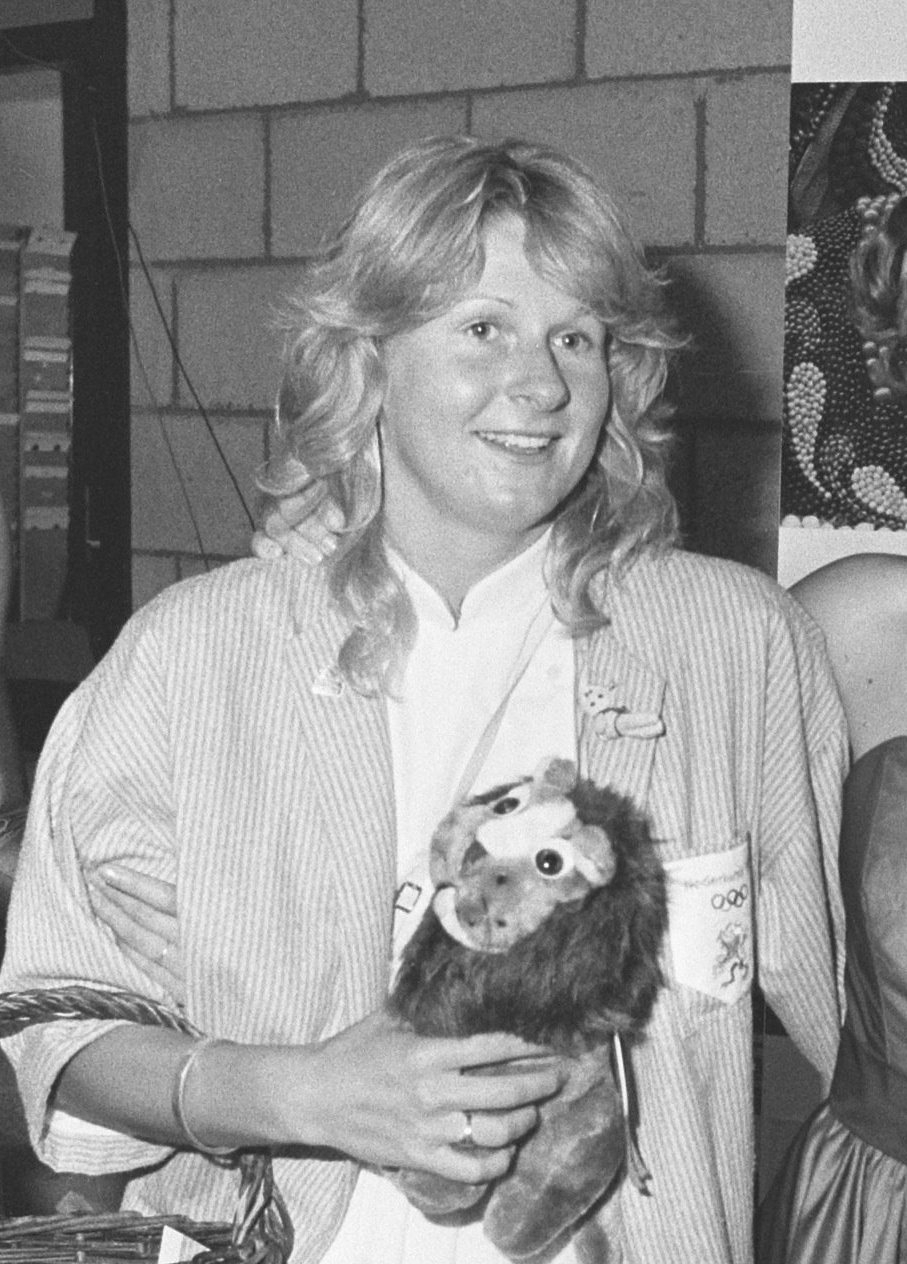
Wilma van Velsen in 1984

Margot Wilhelmina (Wilma) Teunisje van Velsen (Tiel, 22 april 1964) is een Nederlands voormalig wedstrijdzwemster.
Van Velsen nam deel aan de Olympische Zomerspelen in 1980 en won daar met het Nederlands team een bronzen medaille op de 4x100 meter vrijeslag estafette. Zelf zwom ze hier de 100 en 200 meter vlinderslag. Ze won met het Nederlandse team op het Europees kampioenschap in 1981 opnieuw brons en in 1983 zilver en op het wereldkampioenschap in 1982 ook brons. Op de Olympische Zomerspelen in 1984 won ze met het team een zilveren medaille. Daar kwam ze alleen in de kwalificatierondes in actie. Van Velsen was actief bij TZC Vahalis uit Tiel.